# 11134 České Budějovice
11134 České Budějovice è un asteroide della fascia principale. Scoperto nel 1996, presenta un'orbita caratterizzata da un semiasse maggiore pari a 2,9126773 au e da un'eccentricità di 0,0243972, inclinata di 1,88390° rispetto all'eclittica.
L'asteroide è dedicato all'omonima città della Repubblica Ceca nei cui pressi si trova l'Osservatorio di Kleť da cui venne fatta la scoperta.